# Terremoto de Santiago de 1647
El terremoto de Santiago de 1647 fue un movimiento sísmico registrado a las 22:30 (hora local) del lunes 13 de mayo de 1647. El sismo se sintió en la totalidad del Reino de Chile, por entonces parte del Imperio español, afectando principalmente a su capital, la ciudad de Santiago de Nueva Extremadura, aunque sus efectos se sintieron entre los ríos Choapa y Maule. Conocido como el Terremoto Magno, tuvo una magnitud estimada de 8.5 en la Magnitud de onda superficial ({\displaystyle M_{s}}).
Se estima que entre 600 y 1000 personas fallecieron producto del movimiento sísmico, que arrasó con casi la totalidad de las construcciones coloniales de las ciudades afectadas. Debido a estas cifras, este terremoto es el quinto más mortífero en la historia de Chile, pues aunque afectó a un número mucho menor de personas, en relación con los eventos que lo superan en cifra de fallecidos ocurridos en el siglo XX, cuando la población era muy superior a la del Chile colonial; la proporción de víctimas es mayor, estimándose en un quinto de los habitantes de Santiago (20 %).

## Antecedentes
Luego de una serie de terremotos que afectaron al país durante el siglo XVI, siendo los más destacados el terremoto de Concepción de 1570 y el terremoto de Valdivia de 1575, hubo una relativa «calma sísmica». Según el historiador Benjamín Vicuña Mackenna, «las diversas generaciones que constituían cada familia habían perdido hasta la reminiscencia de los súbitos trastornos que inquietaron a los primeros pobladores» Un temblor pequeño ocurrió el 6 de septiembre de 1643 generando pavor en los vecinos de Santiago, pese a su baja intensidad.
Dada la intensidad del movimiento sísmico y la ausencia de maremoto asociado, algunos investigadores interpretan este sismo como de intraplaca. Dentro de las posibles fuentes intraplaca se encuentra una posible activación reciente de la Falla de Ramón, aunque no existen evidencias independientes que permitan confirmar esta hipótesis. Si este fuera el caso, se plantea un problemático escenario de riesgo para la región más poblada del país. Sin embargo, estudios más recientes concluyen que el terremoto habría sido de subducción, como la mayoría de los grandes sismos de Chile, o bien de intraplaca oceánica, como el terremoto de Chillán de 1939.

## Descripción
A las 22:30 del lunes 13 de mayo de 1647, se sintió el terremoto más destructivo en la historia de Santiago. Según descripciones de la época, el sismo tuvo una duración del «tiempo que se demora uno en rezar entre tres o cuatro Credos» (es decir, entre 135 y 200 segundos). La mayoría de las construcciones de Santiago se desmoronaron de inmediato, debido principalmente al abandono de las medidas de protección antisísmico producto de la ausencia prolongada de terremotos.

Con tanto estruendo, fuerza y movimiento que al punto que comenzó a temblar, comenzaron a caer los edificios que se habían hecho en el discurso de más de cien años, y con notable sentimiento en toda la ciudad, ni en su jurisdicción, no quedó ninguno chico ni grande que no se hubiese
de habitar, después de remendado, con grandísimo riesgo.
Relato del terremoto por el Cabildo de Santiago

Cayó tan a plomo la ciudad y con tanto silencio , añaden otros testigos no menos autorizados que nadie creyó que sino en su casa sólo había sucedido
Carta del Obispo Villarroel al Presidente del Consejo de Indias García Haro de Avellaneda del 9 de junio de 1647

Todos los edificios privados  (menos uno) cayeron. De la Catedral sólo se mantuvieron en pie algunos arcos de piedra.
Se abrieron grietas en todo Santiago que liberaban gases sulfurosos. A las 4:00 a. m. del día siguiente se produjo una copiosa lluvia y tormenta que terminó de empeorar las cosas.

## Consecuencias

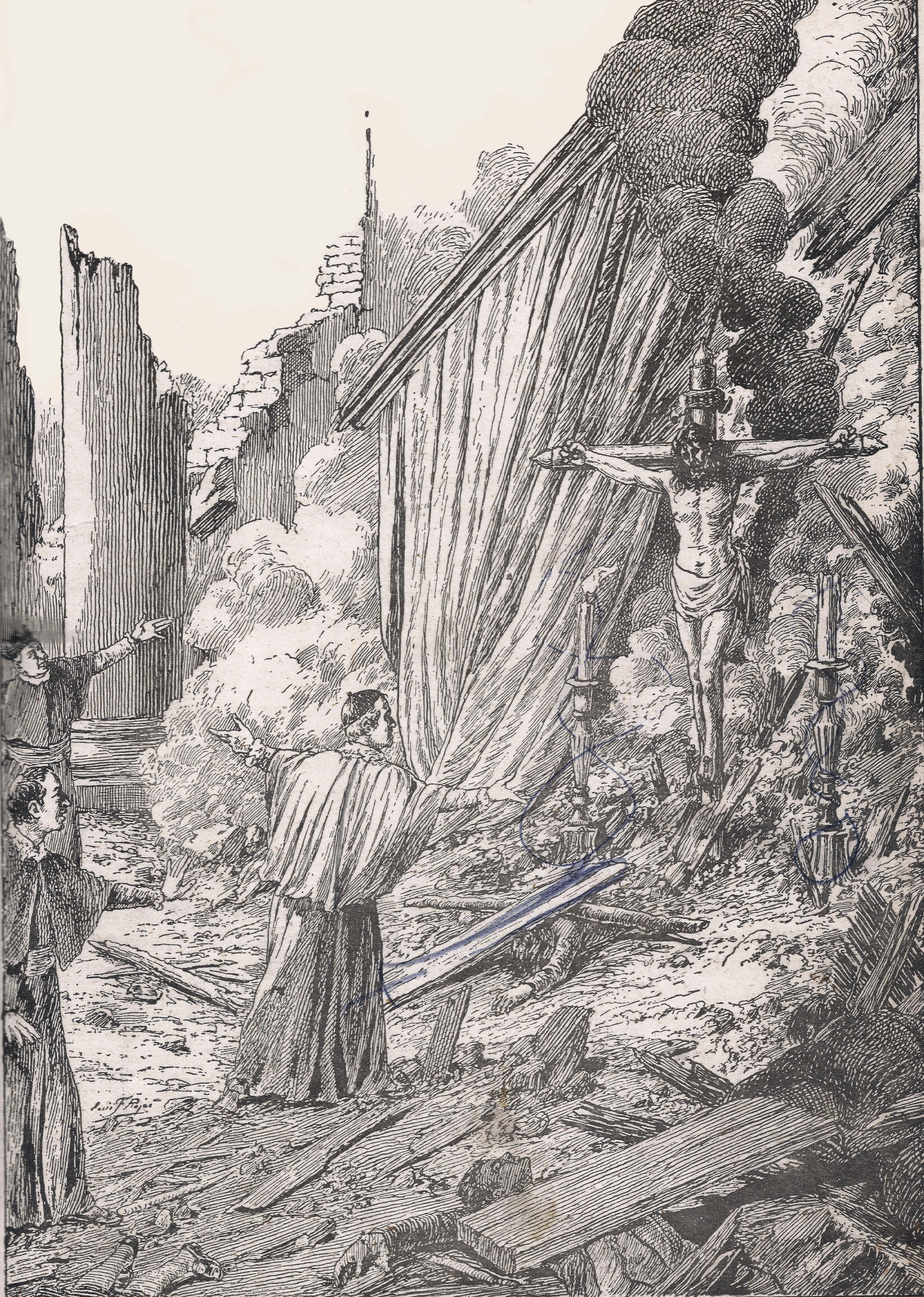
Ilustración que muestra al Cristo de Mayo sobreviviendo al terremoto del 13 de mayo de 1647.

La cifra de fallecidos fue de 600 según el Cabildo de la capital, aunque la Real Audiencia elevaría la cifra a más de 1000. Santiago tenía una población de cuatro mil habitantes, por lo que falleció entre el 15 % y el 25 % de la población total. A esto se debería sumar la cantidad de fallecidos en estancias rurales y otras localidades de la Gobernación. Todos los edificios públicos de Santiago se derrumbaron, a excepción de la planta principal de la Iglesia de San Francisco, que perdió su torre, la nave central de la Catedral Metropolitana, el resto de la construcción desapareció y el sagrario fue encontrado en las ruinas varios días después del suceso, y algunos muros del Templo de San Agustín incluyendo el que sostenía al Cristo de Mayo. El obispo Gaspar de Villarroel O.S.A. estimó en 710 000 ducados (987 860 pesos) las pérdidas sufridas por la Iglesia católica mientras la Real Audiencia elevó las cifras al doble para las pérdidas totales.
Ante el temor del inicio de una revuelta entre los esclavos y los indígenas, el gobierno estableció de inmediato un improvisado ejército para controlar cualquier intento de rebelión, ejecutando en el acto a cualquier persona que atentara contra el orden público. El evento despertó la religiosidad de la población y de inmediato se realizaron extensas procesiones entre las ruinas de la capital, mientras que muchas personas comenzaron a ver milagros y sucesos sobrenaturales. Entre ellos, imágenes de Dios en el cielo azotando a la ciudad con una espada y bolas de fuego que bajaron desde los aires. El mismísimo obispo Villarroel le contó al Consejo de Indias que en la Iglesia de la Merced, la figura de San Pedro Nolasco se giró hacia la de la Virgen María para pedir que intercediera para salvar a los habitantes de la ciudad, mientras que Diego de Rosales afirma que la figura de Nolasco se giró hacia la del sagrario para pedir clemencia directamente hacia Dios.
Sólo a las dos semanas (3 de junio de 1647) lograron reunirse bajo techo los sesionantes del Cabildo siendo la primera sesión después del sismo.

## Reconstrucción

### Aspectos mediatos
El dantesco panorama a las horas siguientes del sismo provocó la reacción de los pobladores de Santiago quienes, alojados en un toldo ubicado en la Plaza de Armas, suplicaron por cartas ayuda inmediata, ya que según ellos «no hay hacienda para reedificar los templos, levantar las casas, ni sustentarse los ciudadanos». Con lo poco, la primera etapa fue la contención y auxilio básico.

Solo asistimos a enterrar muertos, a entretener la hambre, a controlar los afligidos, a parecer con ánimo, a no desmayar la gente y que se desentierren los que están debajo de las ruinas.
Cabildo de Santiago, 15 de mayo de 1647

El gobernador Martín de Mujica, informando tempranamente al rey el 28 de mayo de 1647, hizo una contribución de dos mil pesos, de los solo 6 mil disponibles de hacienda real en Chile, «para que a disposición de la Audiencia se repare en algo la clausura de las religiosas, esposas de Cristo, y el sustento de los pobres que, como nunca he tenido ni tengo más hacienda que el sueldo de vuestra majestad, habiéndome de sustentar de él».
En junio de 1647, Martín de Mujica, en acuerdo con los oficiales reales de Concepción, resolvió —«para reparar las necesidades más precisas»— sacar 6000 pesos de la caja de dicha ciudad, la cual, a diferencia de la zona central no sufrió los efectos devastadores. De igual forma, se relevó a la ciudad de Santiago y las demás zonas afectadas de diversos impuestos como derecho de media annata, unión de armas, alcabalas, almojarifazgo y papel sellado.

### Se plantea reconstruir en otro lugar
En agosto de 1647, debido a la gran destrucción de la ciudad y la grave crisis económica subsiguiente, hicieron al gobierno estimar la posibilidad de trasladar la capital, a varios sitios, como el Valle de Tango, Melipilla o inclusive Quillota. Sin embargo, la idea pronto fue desechada y se prefirió la reconstrucción en el mismo sitio, fundamentalmente por motivos económicos, dado que los monasterios perderían las capellanías, las religiones y los censos, generando una gran merma en sus ingresos.

### Se decide reconstruir en el mismo lugar
En octubre de 1647 , el Cabildo presenta una solicitud de reconstrucción dejando de lado la mudanza, solicitando rebajas de censo y otras medidas económicas.
El 11 de octubre del mismo año , se juntaron los principales del pueblo en casa del capitán Francisco de Zavala, se nombró una diputación de 4 miembros del Cabildo y cuatro miembros del vecindario. Cinco días más tarde se llegaba a un acuerdo desechandose la mudanza.

## Otros desastres concomitantes
Algunos días después, fuertes lluvias cayeron sobre la ciudad lo que agravó las pésimas condiciones de salubridad. Se estima que 2000 personas habrían fallecido en las semanas siguientes víctimas de la epidemia de «chavalongo», nombre con el que se conocía a la fiebre tifoidea.
Ese invierno se produjo una nevada intensa de tres días de duración sobre Santiago además de inundaciones en toda la zona del valle del río Tinguiririca que produjeron mortandad de cabezas de ganado.
La Real Audiencia cuenta en su carta que el 16 de junio de 1647 acerca de un aerolito, que contribuyó a caldear los ánimos y los temores sobrenaturales. Éste explotó sobre la cordillera con gran estruendo. Los ruidos subterráneos continuaron por más de un mes.

## Cristo de Mayo
Uno de los aspectos más recordados de este sismo es el ocurrido con el Cristo de Mayo, un crucifijo en el Templo San Agustín que permaneció intacto a excepción de la corona de espinas que cayó al cuello. El milagro , acuerdo a los presentes, fue que la efigie quedó intacta y las dos velas que lo iluminaban quedaron prendidas mientras todo se apagó.
La imagen, que se conserva hasta el día de hoy, y se le atribuye que cada vez que se ha intentado reponer la corona en su posición correcta, un temblor azota a Chile. Desde esa fecha en adelante se realiza el día 13 de mayo de cada año, una procesión llevando la reliquia por el centro de la ciudad, para conmemorar los hechos que le dieron fama.
Existe una leyenda que lo liga a La Quintrala.